# اوریول لوزانو
اوریول لوزانو (انگلیسی: Oriol Lozano؛ زادهٔ ۲۳ مهٔ ۱۹۸۱) بازیکن فوتبال اهل اسپانیا است.
از باشگاه‌هایی که در آن بازی کرده‌است می‌توان به باشگاه فوتبال راسینگ سانتاندر، باشگاه فوتبال رئال مورسیا، باشگاه فوتبال آریس سالونیک، و باشگاه فوتبال ویارئال اشاره کرد.
وی همچنین در تیم ملی فوتبال زیر ۲۰ سال اسپانیا بازی کرده‌است.